# Gare de Mauá
La gare de Mauá (en portugais Estação Mauá) est une gare ferroviaire de la ligne 10 (Turquoise) de la Companhia Paulista de Trens Metropolitanos (CTPM). Elle est située avenue Rio Branco dans le centre de la municipalité de Mauá dans l'État de São Paulo, au Brésil.
Mise en service en 1883, dénommée Pilar, elle est renommée Mauá en 1929, et une nouvelle gare est ouverte en 1978. Elle devient une gare de CTPM en 1994.

## Situation ferroviaire

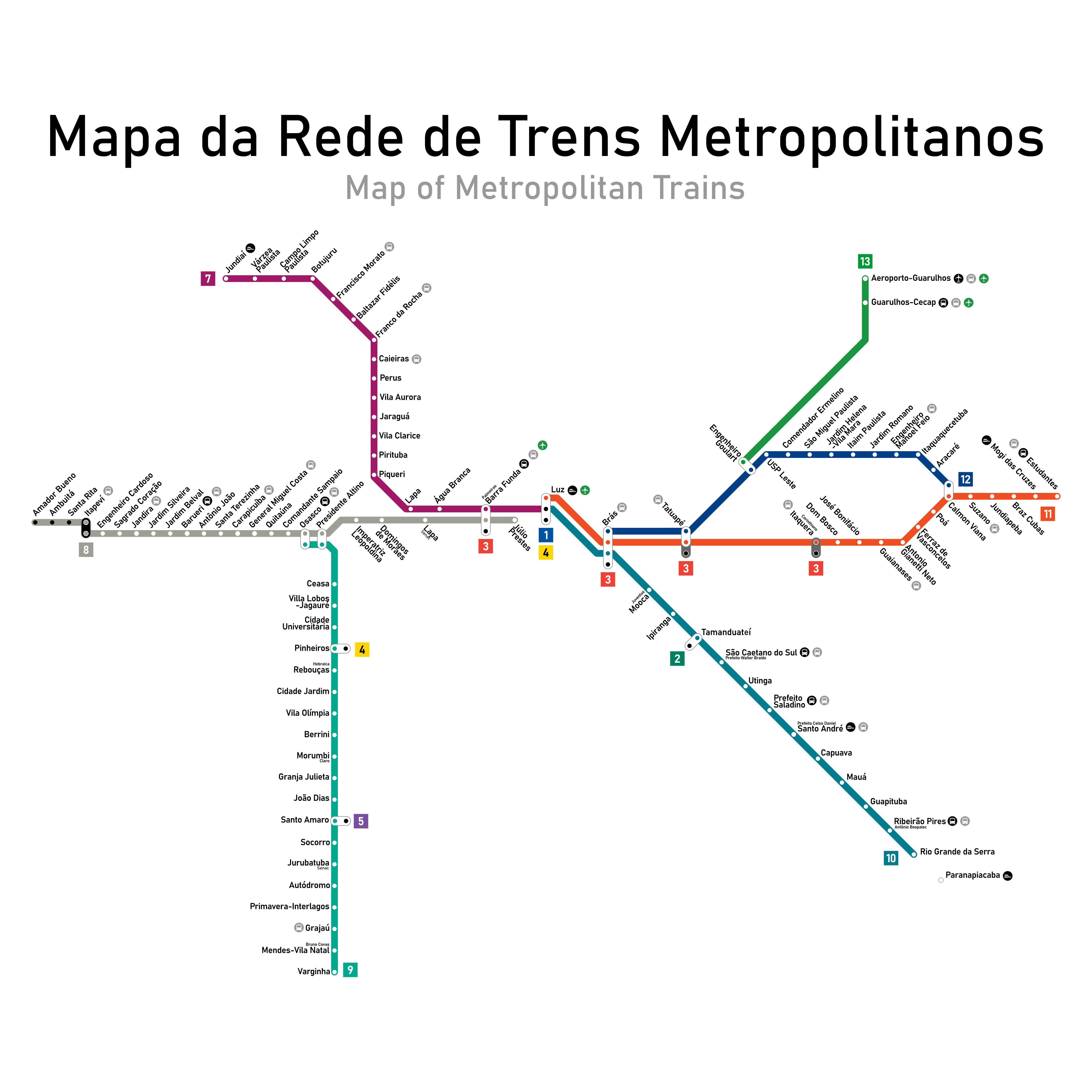
Plan des lignes de la CPTM (2020).

Établie à 763 mètres d'altitude, la gare de Mauá est située sur la ligne 10 (Turquoise) de la Companhia Paulista de Trens Metropolitanos (CTPM), entre la gare de Capuava, en direction de la gare terminus de Brás, et la gare de Guapituba, en direction de la gare terminus de Rio Grande da Serra. 

## Histoire

### Première gare
La São Paulo Railway (SPR) décide en 1883 d'ouvrir une gare à la Vila do Pilar qui croit rapidement. Dénommée Pilar, elle est mise en service le 1er avril 1883, sans doute uniquement pour les marchandises car une deuxième inauguration a lieu le 23 avril, sans doute pour le voyageurs. Elle dispose d'un bâtiment construit entièrement en bois. Quelque temps plus tard, un bâtiment en maçonnerie est édifié.
En 1926, elle est renommée Mauá et le 2 avril 1929 elle devient le terminus des trains de banlieue SPR. Le village continu son développement et devient une municipalité, nommée Mauá, en 1953.
Au début des années 1970, le nombre de voyageurs s'accroit fortement et provoque une saturation des installations et le mécontentement des utilisateurs. Le 26 janvier 1976 un mouvement de voyageurs comptant 30 000 personnes investit les instatllations et saccage la gare. Dans l'urgence le chantier de construction d'une nouvelle gare, ouvert en 1975, est accéléré pour une ouverture prévue en 1977.

### Deuxième gare
Le 27 mars 1978 une nouvelle gare est inaugurée, elle est légèrement décalée par rapport à l'ancienne tout en utilisant l'ancien quai central.
Elle devient une gare de la CPTM en 1994.

## Service des voyageurs

### Accueil
La gare est accessible par l'avenue Rio Branco.

### Desserte
Service 710 : circulations sur la relation Jundiaí - Rio Grande da Serra, via Brás (ce qui correspond à une unification des lignes 7 et 10). Cette desserte a lieu tous les jours, y compris les week-ends et les jours fériés, de 4 h à minuit. Cette relation dessert 31 gares, approximativement en 2 h 8 min. Aux heures de pointe du matin et de la fin de l'après-midi  l'écart entre les trains est, à la station, de 12 minutes.
Aux heures de pointe du matin et de la fin de l'après midi le service est complété avec une boucle intérieure, entre Francisco Morato et Mauá où l'intervalle entre les trains passe de 12 à 6 minutes en intercalant des trains desservant uniquement la boucle intérieure avec les trains de la boucle extérieure.

Ligne service 710
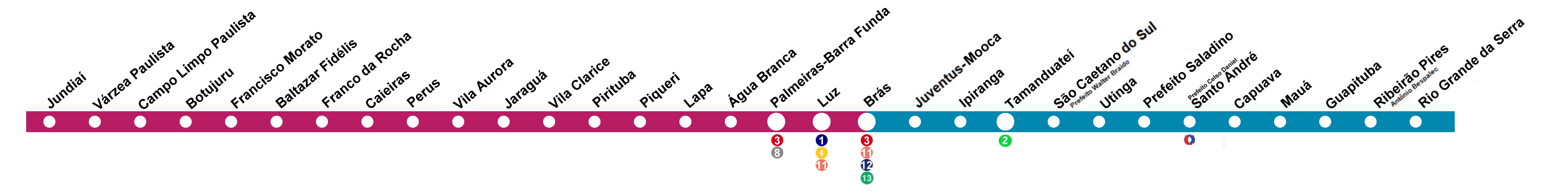

### Intermodalité
Elle est en correspondance avec une station terminus de bus urbain Ônibus.